# Димитър Мънзов (революционер)
Димитър Иванов Мънзов е български революционер от българското националноосвободително движение, участник в Четата на Хаджи Димитър и Стефан Караджа.

## Биография
Роден е в Лясковец в 1842 година. Баща му Иван Димитров Мънзов, заподозрян от турците за участието му във въстанието на Капитан дядо Никола, през 1856 година, емигрирал в град Браила, Влашко. Замогнал се от търговия, той привлякъл в Румъния семейството си. Там Димитър Мънзов продължава образованието си в българското училище. Според някои сведения той е бил член на ТБЦК. Димитър Мънзов се включил в четата с цялото свое състояние, като въоръжил себе си и още няколко четници. След боя в Карапановата кория, тежко ранен и с подбити крака, той не можел да следва другарите си и останал в една овчарска колиба. Заловен от турците, Мънзов бил съден и обесен в Търново.